# Tamer Hosny

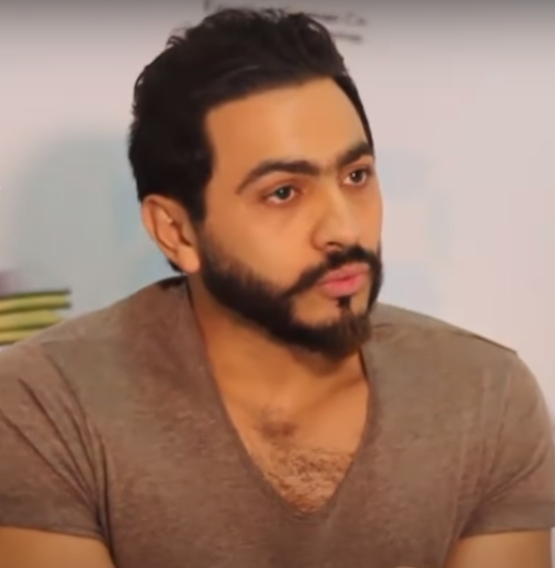
Tamer Hosny in einem Interview in der Middle East News Agency, 2015

Tamer Hosny Sherif Abbas Farghaly (arabisch تامر حسني شريف عباس فرغلي, DMG Tāmir Ḥusnī Šarīf ʿAbbās Farghalī; * 16. August 1977 in Kairo), kurz Tamir Husny (auch Tamir Husney), ist ein syrisch-ägyptischer Sänger, Schauspieler und Komponist.

## Leben und Karriere
Der Vater Tamer Hosnys ist Ägypter, seine Mutter stammt aus Syrien. Er hat einen älteren Bruder.
Hosny steht bei der ägyptischen Produktionsfirma Free Music unter Vertrag. Seine Single Habibi Wenta B'eed brachte ihm einen großen Erfolg in der arabischen Welt ein. Im Herbst 2009 sah er sich mit Plagiatsvorwürfen konfrontiert: Sein Lied Ha'esh Hayati soll Teile des Songs Why not Us der deutschen Band Monrose kopiert haben.
Unter den Eindrücken der Revolution in Ägypten 2011 begab sich Hosny zum Zentrum der Demonstrationen, dem Tahrir-Platz in Kairo, um dort zu den Menschen zu sprechen und zu singen. Allerdings bekam er negative Reaktionen von den Zuschauern, welche ihn ausbuhten. Hosny hatte davor in der zweiten Protestwoche die Demonstranten über das ägyptische Staatsfernsehen dazu aufgefordert, den Platz zu verlassen, um ein Blutvergießen zu vermeiden.
Seit 2012 ist Hosny mit der marokkanischen Modedesignerin Bassma Boussel (* 1991) verheiratet. Das Paar hat zwei Mädchen und einen Sohn (2019).

## Diskografie

### Alben
- 2004: Hob
- 2005: Enayyah Bethebbak
- 2007: Ya Bint El Eh
- 2007: ElGana Fi Byutna
- 2008: Arrab Kaman
- 2009: Haeesh Hyati
- 2010: Ikhtart Sah
- 2011: Elli Gai Ahlla
- 2013: Bahebak Enta
- 2014: 180 Daraga
- 2016: Omry Ebtada
- 2018: Eish Beso'ak
- 2020: Khaleek Fulazy
- 2022: Aashaangy
- 2024: Hormone El Saada
- 2025: Lena Maad

### EPs
- 2012: Aghany Film Omar We Salma 3
- 2023: Bhabak Movie

### Singles (Auswahl)
- 2007: Erga3ly
- 2007: Ya Bent El Eh
- 2007: Ana Wala 3aref
- 2011: Smile (mit Shaggy)
- 2012: Yana Ya Mafish
- 2018: Naseny Leh
- 2019: Right Where I'm Supposed to Be (mit Avril Lavigne, Ryan Tedder, Luis Fonsi, Assala Nasri & Hussain Al Jassmi)
- 2019: Fark Kebir (mit Nancy Ajram)
- 2022: Habitha Ya Nas
- 2022: Hadalaany
- 2022: Enta Ekhtyar
- 2023: Wenta Be3eed
- 2024: هرمون السعادة (من فيلم تاج)

## Filmografie
- 2003: Halet Hob
- 2005: Sayed El Atefy
- 2007: Omar & Salma
- 2008: Captain Hima
- 2009: Omar & Salma 2
- 2010: Noor Eieny
- 2011: Omar & Salma 3
- 2011: Adam
- 2014: Far2 Taw2eet
- 2015: Ahwak
- 2017: Tasbah Alaa 'eer
- 2018: El Badla
- 2019: The Money
- 2020: Mesh Ana